# Shjon Podein
Shjon Podein, född 5 mars 1968 i Rochester, Minnesota, är en amerikansk före detta ishockeyspelare.
Shjon Podein spelade 699 NHL-matcher samt 127 slutspelsmatcher för Edmonton Oilers, Philadelphia Flyers, Colorado Avalanche och St. Louis Blues.  2001 vann han Stanley Cup med Colorado Avalanche. Samma år tilldelades han King Clancy Memorial Trophy. Han avslutade karriären i Växjö Lakers Hockey åren 2004-2005. Från och med 2006 är han klubbchef för ett japanskt hockeylag.
Shjon Podein valdes av Edmonton Oilers i 8:e rundan av 1988 års NHL Entry Draft som nummer 166. Säsongen 1992-1993 gjorde han sin första NHL-match för laget. 27 juli 1994 flyttade Podein till Philadelphia Flyers som free agent. 12 november 1998 byttes han till Colorado Avalance mot Keith Jones. 11 februari 2002 byttes han till St. Louis Blues mot Mike Keane, där han gjorde sin sista NHL-säsong 2002-2003.